# Ruth Manorama
Ruth Manorama   (Chennai, 30 de maig de 1952) és una dona dalit, i una activista social de Bangalore (Índia), defensora dels drets de les dones, dels treballadors domèstics i dels sectors laborals desorganitzats, com dels dalit, així com dels habitants dels guetos urbans. El 2006 va ser guardonada amb el premi Right Livelihood.

## Biografia
Ruth Manorama va néixer el 30 de maig de 1952. Filla de Dorothy i Paul Dhanraj, era la germana gran de cinc noies i tres nois. Per tal d'escapar de l'opressió que patien els de la seva casta, els seus pares es van convertir al cristianisme. Ruth va créixer veient-los implicats constantment en l'activisme social. La seva mare havia lluitat pel dret a ser educada, en contra dels designis de la seva família conservadora, i finalment es va convertir en professora i va liderar una campanya pels drets de les dones a l'educació. Molt influïda per Pandita Ramabai, Dorothy va posar el nom de Manorama a la seva filla, poc després que Ramabai posés el nom de Mano a la seva segona filla. El seu pare va aconseguir mobilitzar persones pobres en els pobles veïns per lluitar pel seu dret a la terra, de la qual vivien des de feia generacions. Els pares de Ruth Manorama encoratjaren vivament les seves filles, tant a ella com a les seves germanes, perquè estudiessin i aconseguissin, per mitjà de l'educació, ser autosuficients.
Després d'obtenir la llicenciatura en Ciències al Women Christian College de Chennai, Manorama va completar un màster en Treball social per la Universitat de Madràs el 1975. El 2001 va obtenir el títol de doctorat honorífic “per la contribució distingida que va fer a l'església i a la societat” per l'Acadèmia de Teologia Ecumènica Índia i Administració de l'Església.
Va casar-se amb N. P. Samy, un sindicalista que va ser Secretari General del Centre Nacional del Treball. Tenen dues filles.

## Activitat
Ruth Manorama ha dedicat la seva vida a combatre una sèrie de qüestions interconnectades relacionades amb les opressions derivades de les jerarquies de la casta, el gènere i la classe. Entre els assumptes pels quals ha lluitat hi ha els drets de les treballadores domèstiques i el sector laboral desorganitzat, els dalit i els intocables, els habitants dels guetos, i l'apoderament de les dones marginades. Treballa tant a nivell de base com en la mobilització massiva i la defensa, per mitjà del dret, a nivell internacional.
Manorama forma part de moltes organitzacions que treballen pels drets dels intocables, de les dones, dels habitants dels guetos i dels sectors desorganitzats. La seva tasca en aquests diferents rols consisteix a organitzar i educar les persones i parlar en nom dels marginats. Viatja per tota l'Índia, coordinant els seus esforços, fent pressió i defensant i construint aliances entre els diferents moviments. Algunes d'aquestes organitzacions són aquestes:
- Secretària general de Women's Voice Karnataka (La veu de les dones de Karnataka). Fundada el 1985, treballa pels drets de les dones que viuen als barris pobres i dels sectors desorganitzats, i lluita pels drets de terra, refugi i supervivència dels pobres urbans.
- Presidenta de l'Aliança Nacional de les Dones. Es va crear després de la IV Conferència Mundial sobre la Dona de Beijing, el 1995, amb l'objectiu de controlar l'actuació del govern en les seves responsabilitats envers les dones.
- Secretària de la Junta del Christian Dalit Liberation Movement (Moviment d'Alliberament Cristià Dalit). Format en la dècada de 1980, aquest moviment pretenia mobilitzar els cristians Dalit per a les seves reserves a cites públiques i institucions educatives.
- Secretària de la Karnataka State Slum Dwellers Federation (Federació Estatal de Barris de Carnaval de Karnataka). Aquesta organització educa i mobilitza els habitants dels guetos per lluitar pels seus drets.
- Secretària de l'Organisation Building at the National Centre for Labour. Aquesta és l'organització més important de mà d'obra no organitzada a l'Índia i està implicada en el pressupost i la redacció de la Llei de seguretat social per al benestar i els drets de 394 milions de treballadors no organitzats a l'Índia.
- Presidenta de la Federació Nacional de Dones Dalit (NFDW). Al 1993, Ruth Matorama va ajudar a organitzar una audiència pública sobre la violència contra les dones Dalit, que va suposar la creació d'aquesta federació al 1995. És una plataforma especial per abordar la violència i la discriminació úniques a què s'enfronten les dones Dalit, especialment a les zones rurals i els barris baixos.[8]

També forma part de diversos col·lectius i organitzacions internacionals com:
- Core Group Member, Asian Women's Human Rights Council (Consell de Drets Humans de les dones asiàtiques). Una xarxa asiàtica de dones implicades en la defensa dels drets humans.
- Advisory Group Of The International Women's Rights Action Watch (Asia Pacific). Aquest grup dona suport i facilita campanyes de promoció dels drets de les dones.
- International Lobby & Advocacy for Dalit Human Rights (Lobby i defensa internacional per als drets humans dels Dalit). Al 1998, en el 50è aniversari de la Declaració Universal dels Drets Humans, es va fundar aquesta campanya per reiterar que els drets dels Dalit són drets humans i van crear una campanya nacional amb una recollida de 2,5 milions de signatures per acabar amb el sistema de castes a l'Índia.

A l'Índia, també és membre del Consell de Planificació de l'Estat de Karnataka, de la Comissió Estatal per a les Dones, del grup de treball sobre la potenciació de les dones del govern de l'Índia i d'altres organismes estatals i nacionals.
Als anys vuitanta i noranta, Manorama va dirigir manifestacions de més de 150.000 persones per protestar contra l'Operació Demolició del Govern de l'Estat de Karnataka, que va ser una campanya de desallotjament forçat. Ella i altres activistes van demanar protecció per als desnonats i exigiren el dret a viure legalment i dignament. En nom dels habitants dels guetos, Matorama va litigar a la High Court i la Cort Suprema de l'Índia contra aquesta actuació de l'administració de Karnataka.
També va establir el 1987 el primer sindicat al país per a treballadors domèstics a Bangalore -el Bangalore Gruhakarmikara Sangha- i va promoure la seva inclusió al salari mínim.
Ha treballat per mobilitzar els desvalguts des dels anys 80. En més de 120 barris baixos, ha estat la responsable de la mobilització, la formació i l'apoderament de les dones per fer front a la discriminació i la violència que pateixen i per assumir el lideratge dins de les seves comunitats. Ruth també està compromesa amb la causa de l'emancipació dels Dalits. Ha participat en diverses lluites contra les violacions dels drets humans, pels drets de la terra i per la causa de les dones Dalit i ha contribuït immensament a la integració dels problemes dels Dalit. «Les dones Dalit a l'Índia són els Dalits entre els Dalits i pateixen tres opressions: per raó de gènere, com a resultat del patriarcat; per raó de casta, per venir de la casta més baixa, els "intocables"; i per raó de classe, ja que provenen de les comunitats més pobres i marginades. El vuitanta per cent de les castes viuen a les zones rurals, depenen de l'ocupació assalariada i han de lluitar amb altes taxes d'ocupació, cosa que comporta una major incidència de pobresa», va dir Ruth amb contundència en una entrevista a The Hindu.
Va ser nomenada candidata Janata Dal (secular) de Bangalore South (circumscripció de Lok Sabha) a les eleccions generals del 2014.

## Nomenaments i premis
El 2006, Ruth Manorama va ser guardonada amb el premi Right Livelihood Award «pel seu compromís durant dècades per aconseguir la igualtat entre les dones dalit, construir organitzacions de dones efectives i compromeses i treballar pels seus drets a nivell nacional i internacional». Aquest premi s'equipara al Premi Nobel com a premi mundial al coratge personal i la transformació social.
Ruth Manorama era també el 2005 una de les mil dones de 150 països que figuraven en la candidatura col·lectiva per al Premi Nobel de la Pau 1.000 dones per a la pau.